# گوهر وارطانیان
گوهر لِوونی وارطانیان (ارمنی: Գոհար Լևոնի Վարդանյան تلفظ صحیح گوهار وارطانیان؛ زاده ۲۵ ژانویه ۱۹۲۶ - درگذشته ۲۵ نوامبر ۲۰۱۹) افسر اطلاعاتی و جاسوس اتحاد جماهیر شوروی بود که بیش از سی سال از دوره کاری خود را در ماموریت‌های خارجی از جمله در ایران سپری کرد. شهرت او و همسرش بیشتر به خاطر جاسوسی و ناکام گذاشتن ترور سران متفقین در کنفرانس تهران توسط ستون پنجم آلمانی‌ها بود.

## زندگی
گوهر یا گوهار وارطانیان در ۲۵ ژانویه سال ۱۹۲۶ در شهر لنیناکان در ارمنستان شوروی (که اکنون در شهر گیومری در ارمنستان است) متولد شد اما در خردسالی همراه خانواده‌اش به ایران مهاجرت کرد.
او در شانزده سالگی به گروه «ضد فاشیسم شوروی» پیوست و با همسر آینده خود، گئورگ وارطانیان، که سرهنگ اتحاد جماهیر شوروی بود آشنا شد. گوهر وارطانیان همراه همسرش بیش از سی سال از دوره کاری خود را در ماموریت‌های خارجی از جمله در ایران به عنوان جاسوسان اتحاد جماهیر شوروی فعالیت کردند.
گئورگ و گوهر در تاریخ ۳۰ ژوئن ۱۹۴۶ در تهران ازدواج کرده و شش سال دیگر در ایران کار کردند. گئورگ وارطانیان گفته که چندین بار، تحت عناوین مختلف با همسرش ازدواج کرده‌است؛ و خاطرنشان کرده‌است که از این کار خسته نشده چرا که مراسم ازدواج همیشه برایش جذاب بوده‌است.
مهمترین مأموریت این دو در تهران تأمین امنیت جلسه سران متفقین بود که از ۶ تا ۹ آذرماه ۱۳۲۲ در سفارت روسیه در تهران برگزار شد. ژوزف استالین رهبر شوروی، فرانکلین روزولت رئیس‌جمهور ایالات متحده آمریکا و وینستون چرچیل نخست‌وزیر بریتانیا در کنفرانس تهران شرکت داشتند که در پایتخت ایران به‌طور محرمانه برگزار شد. هدف کنفرانس تهران گفتگوی رهبران متفقین دربارهٔ آینده جهان پس از پایان جنگ جهانی دوم بود. گوهر وارطانیان به همراه همسرش موفق شد طرح آلمان نازی برای ترور این سه رهبر را خنثی کند.

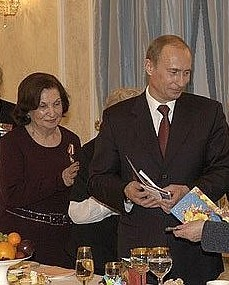
گوهر وارطانیان با ولادیمیر پوتین، ۸ مارس ۲۰۰۵

مأموریت خانم وارطانیان و همسرش تا ۱۳۳۰ ادامه داشت. در این سال بنا به درخواست مأمورین اطلاعاتی شوروی به آنها فرصت تحصیل داده شد. به این ترتیب گوهر در دانشکده زبانهای خارجی دانشگاه ایروان تحصیل کرد و از آنجا فارغ‌التحصیل شد.
بلافاصله پس از فارغ‌التحصیلی و آموزش‌های ویژه، فعالیت غیرقانونی طولانی مدت او و همسرش در کشورهای مختلف جهان تحت پوشش اسامی و نام‌های خانوادگی ساختگی صورت گرفت. او در سال ۱۳۶۴ بازنشسته شد و در سال ۱۳۶۵ همراه همسرش به اتحاد جماهیر شوروی بازگشت. سرگئی ایوانف سخنگوی سازمان اطلاعات خارجی روسیه گفته‌است که گوهر وارطانیان پس از بازنشستگی فعالیت خود در آموزش متخصصان جوان روسی را با انتقال تجربیاتش به آنها ادامه داد.
همکاران گئورگ و گوهر درمورد فعالیت اطلاعاتی و جاسوسی این دو گفته‌اند گه دامنه فعالیت‌های غیرقانونی تحقق‌یافته این زوج آنقدر متنوع و جامع است که هرگز قابل فاش شدن نیست.
این نیروی اطلاعاتی شوروی گفته بود «سلیا ساندیس» نوه وینستون چرچیل نخست‌وزیر پیشین بریتانیا به خاطر نجات جان پدربزرگش در زمان برگزاری کنفرانس تهران به دیدن او در مسکو رفت و شخصاً از او و سرویس اطلاعاتی شوروی برای نجات جان پدربزرگش تشکر کرد.
خانم وارطانیان در ۲۵ نوامبر ۲۰۱۹ در سن ۹۳ سالگی در مسکو پایتخت روسیه درگذشت و در گورستان ترویکوروفسکوی به خاک سپرده شد. همسرش گئورگ وارطانیان نیز در سال ۲۰۱۲ درگذشت. 